# Chrysophyllum asraoi
Chrysophyllum asraoi är en tvåhjärtbladig växtart som beskrevs av R.Kumari och Thothathri. Chrysophyllum asraoi ingår i släktet Chrysophyllum och familjen Sapotaceae. Inga underarter finns listade i Catalogue of Life.